# Jerzy Kirkow

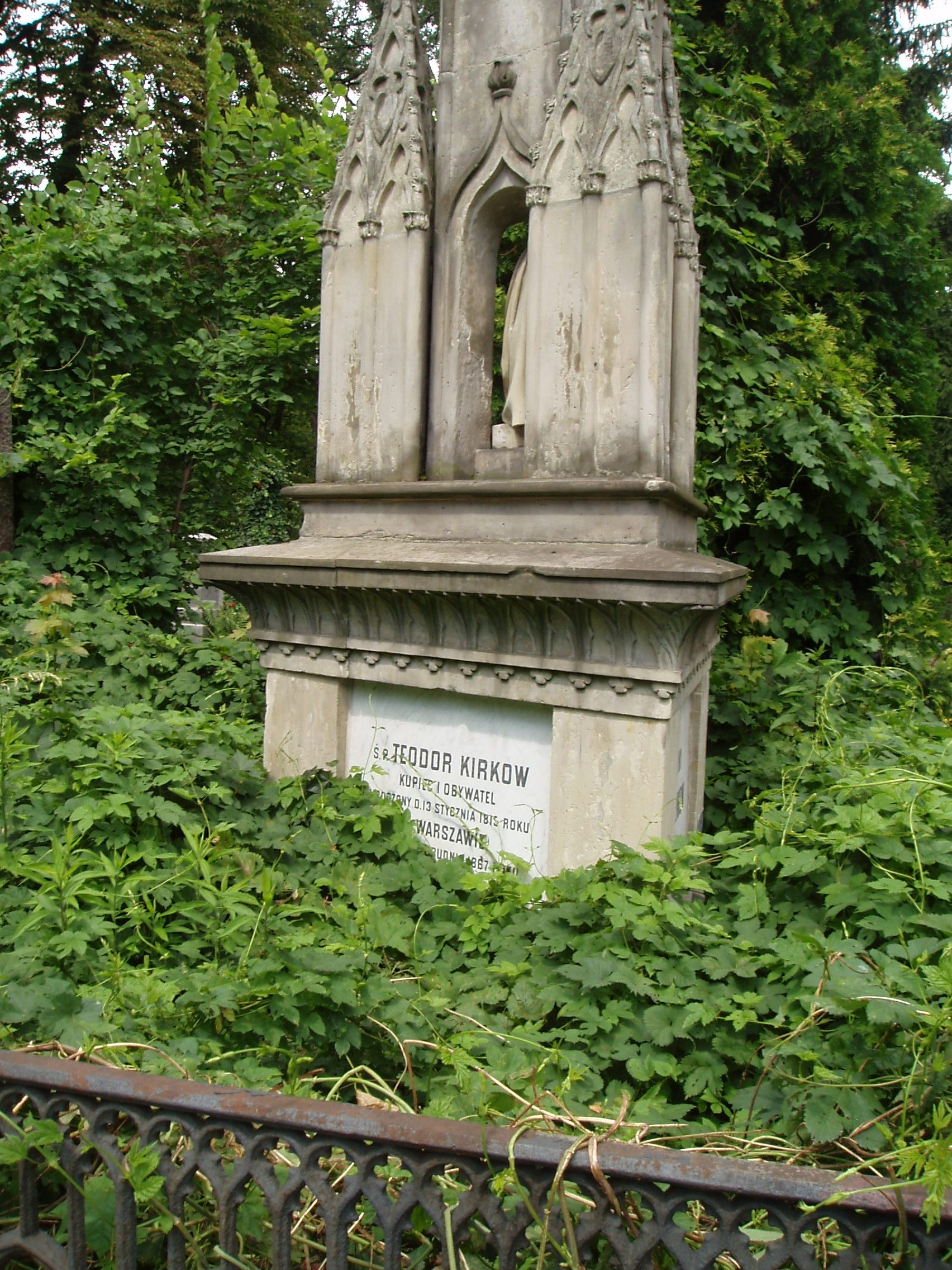
Grobowiec Kirkowów w kwaterze prawosławnej cmentarza ewangelickiego w Warszawie

Jerzy Kirkow (ur. 1811, Warszawa, zm. 19 marca 1847 tamże) – polski prawnik i kupiec, bliski przyjaciel Fryderyka Chopina.
Kirkow pochodził ze strony ojca, kupca Michała Kirkowa (1762–1842) z greckiej mniejszości warszawskiej i wyznawał religię grecko-prawosławną, matką była Katarzyna z Duczyńskich (zm. ok. 1842). Uczęszczał do Liceum Warszawskiego, które ukończył w 1827, po czym studiował prawo na UW. Magisterium uzyskał ok. 1831, ale zawodu prawnika nie wykonywał, lecz prowadził wraz z ojcem i bratem istniejącą od 50 lat firmę rodzinną.
W czasie nauki w Liceum należał do bliskiego grona przyjaciół Fryderyka Chopina i należał do grupy kolegów, którzy żegnali muzyka w 1830 przed jego wyjazdem do Niemiec.
O stosunkach rodzinnych Kirkowa nic nie wiadomo. Pochowany został obok rodziców i brata w kwaterze grecko-prawosławnej cmentarza ewangelickiego w Warszawie (Al.15 nr 21). Rodzina posiada okazały neogotycki nagrobek.